# Złota Góra (Poznań)
Złota Góra (także: Żydowska Góra) – nieistniejące (splantowane) wzgórze ostańcowe (ostaniec erozyjny wyższego poziomu terasowego Warty) zlokalizowane w Poznaniu, na terenie Starego Miasta, pomiędzy kościołem Najświętszej Krwi Pana Jezusa, a dawnym klasztorem dominikanów, w sąsiedztwie przedlokacyjnej osady Święty Gotard.
Wzgórze, o wysokości ponad 60 m n.p.m., było jednym z dwóch wzniesień wewnątrz miasta lokacyjnego z 1253 (drugim jest istniejąca do dziś Góra Przemysła z Zamkiem Królewskim). Wzgórze oznaczane było jeszcze na niektórych planach miasta z XVIII wieku. Zostało całkowicie splantowane prawdopodobnie w końcu XVIII wieku, w ramach działalności Komisji Dobrego Porządku lub po pożarze tej części miasta w 1803. Obecnie brak po nim śladów terenowych.